# 尼斐利提斯一世
尼菲利提斯一世（英語：Nepherites I）是埃及第二十九王朝的第一任法老，他是將阿米爾塔尼烏斯處刑而得到皇位的。他將首都遷至門德斯 (埃及)。在軍事方面，他支持斯巴達對波斯的戰爭。他在上埃及也留下一些建築。